# فرانك ميلز اندروز
فرانك ميلز اندروز (بالإنجليزية: Frank Mills Andrews)‏ هو مهندس معماري أمريكي، ولد في 28 يناير 1867، وتوفي في 3 سبتمبر 1948.